# Vytautas Tomkus
Vytautas Romualdas Tomkus (né le 29 juillet 1940 à Radviliškis en RSSL et mort le 24 juillet 2022 à Vilnius (Lituanie), est un acteur soviétique puis lituanien.

## Filmographie partielle
- 1965 : Personne ne voulait mourir (Niekas nenorėjo mirti) de Vytautas Žalakevičius
- 1968 : La Saison morte (Мёртвый сезон) de Savva Kouliche
- 1973 : La Dague (Кортик) de Nikolaï Kalinine
- 1982 : Les Cloches rouges, 1re partie : le Mexique en flammes (Красные колокола. Фильм 1. Мексика в огне) de Sergueï Bondartchouk
- 1982 : Les Cloches rouges, 2e partie : J'ai vu naître un nouveau monde (Красные колокола. Фильм 2. Я видел рождение нового мира) de Sergueï Bondartchouk
- 1982 : Le Riche et le Pauvre (Turtuolis, vargšas...) de Arūnas Žebriūnas
- 1989 : La liberté, c'est le paradis (СЭР) de Sergueï Bodrov
- 1989 : Stalingrad (Сталинград) de Sergueï Bodrov